# Don't Tell Me (Avril Lavigne)
"Don't Tell Me" je prvi singl kanadske pjevačice Avril Lavigne s njezinog drugog albuma Under My Skin. Pjesmu je napisala sama Avril, a producent je bio Butch Walker. B-strana singla je "Take Me Away", koja je također bila jedna od prvih pjesama na albumu. Pjesma počinje s pop rock uvodom, poslije dobiva alternativni rock zvuk u refrenu.

## Uspjeh na ljestvicama
Pjesma je bila umjeren hit u SAD-u plasirajući se na 22. mjestu Billboardove Hot 100 ljestvice. I u ostatku svijeta pjesma se našla na dobrim pozicijama, u Ujedinjenom Kraljevstvu na 5. mjestu te u Australiji na 10. mjestu. U Njemačkoj je pjesma bila njen prvi top 10 singl nakon njezinog debitanskog singla "Complicated".

## Videospot
Glazbeni video prikazuje kako Lavigne govori svome dečku da je ostavi nakon što ju je prisilio na spolni odnos. Ona ga je zatim izbacila iz stana, a nakon što on odlazi ona baca čašu punu vode i razbija ogledalo. Avril ga zatim slijedi i počinje pjevat stihove; "Da li si mislio da ću ti ovaj put popustiti?" i "Ne pokušavaj mi reći što da učinim".  Ona ga slijedi niz hodnik iz stana, i na ulicama. Tijekom mosta, ona se pojavljuje na mnogim mjestima odjednom, tako da je očito da dečko stalo misli na nju.

## Popis pjesama
| Australski CD singl 1. "Don't Tell Me" 2. "Don't Tell Me" (akustična verzija) 3. "Take Me Away" Međunarodni maksi singl 1. "Don't Tell Me" 2. "Don't Tell Me" (akustična verzija) 3. "Take Me Away" 4. "Don't Tell Me" (spot) | Britanski/Francuski/Njemački CD singl 1. "Don't Tell Me" 2. "Don't Tell Me (akustična verzija) Japanski CD singl 1. "Don't Tell Me" 2. "Take Me Away" Promotivni CD singl 1. "Don't Tell Me" (albumska verzija) |

## Ljestvice
| Ljestvica (2004.)     | Najviša pozicija |
| --------------------- | ---------------- |
| Australija            | 10               |
| Austrija              | 12               |
| Belgija (Flandrija)   | 22               |
| Belgija (Valonija)    | 28               |
| Danska                | 14               |
| Francuska             | 53               |
| Irska                 | 9                |
| Italija               | 4                |
| Kanada                | 5                |
| Nizozemska            | 5                |
| Novi Zeland           | 15               |
| Norveška              | 12               |
| Njemačka              | 10               |
| Rusija                | 1                |
| SAD ARC Weekly Top 40 | 6                |
| SAD Billboard Hot 100 | 22               |
| Španjolska            | 6                |
| Švedska               | 30               |
| Švicarska             | 9                |
| UK                    | 5                |

| Država     | Certifikacija | Prodaja |
| ---------- | ------------- | ------- |
| Australija | zlatna        | 35.000  |
| SAD        | zlatna        | 500.000 |